# Berylliumklorid
Berylliumklorid er en uorganisk forbindelse med den kemiske formel BeCl2. Det er et farveløst, hygroskopisk faststof, der nemt opløses i mange polære opløsninger. Dets egenskaber ligner aluminiumklorids, på grund af berylliums diagonale forhold med aluminium.